# Haugesund
Haugesung je město a magistrát v severním Rogalandu v Norsku.

## Geografie a podnebí

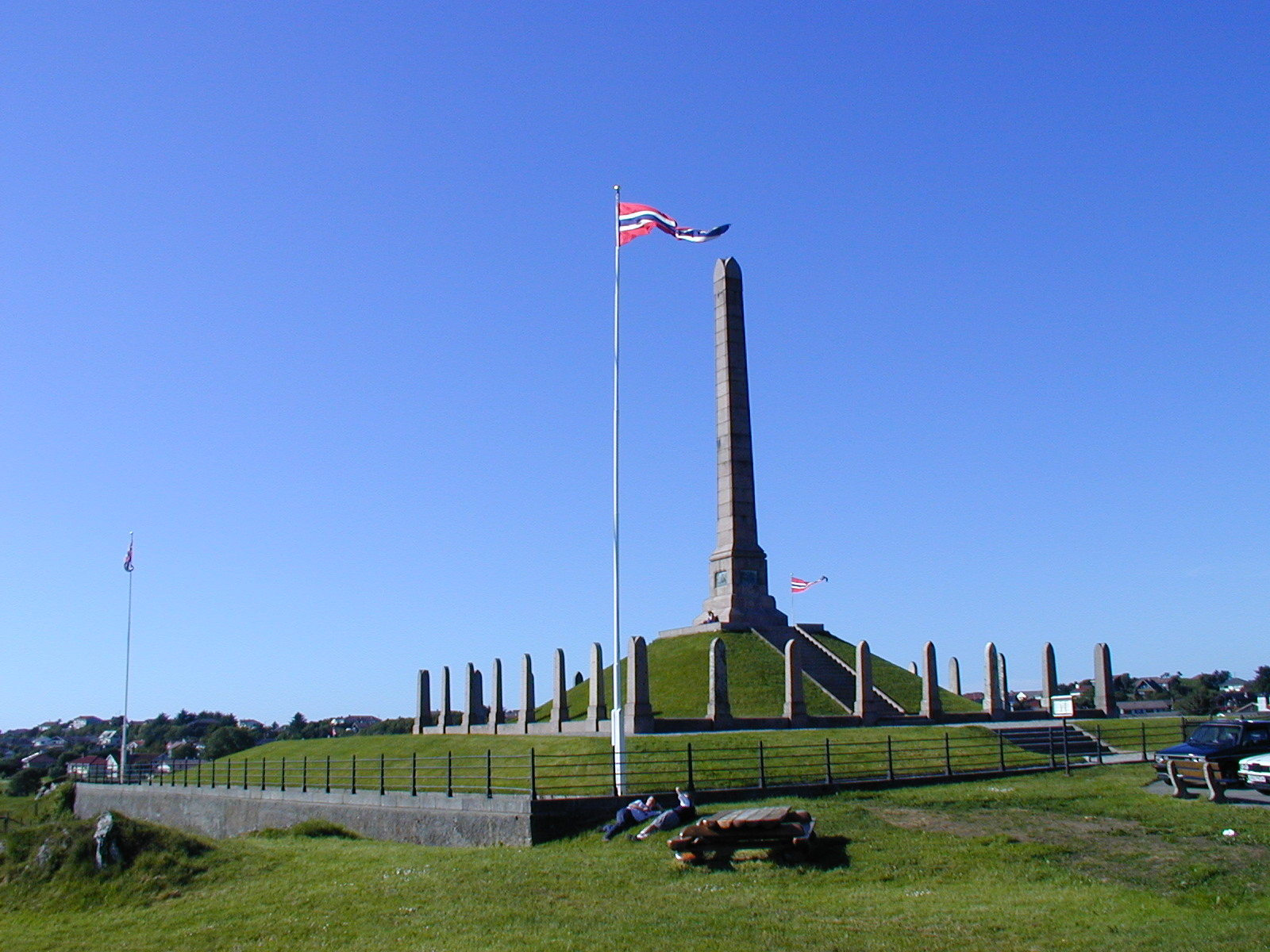
Haraldshaugen

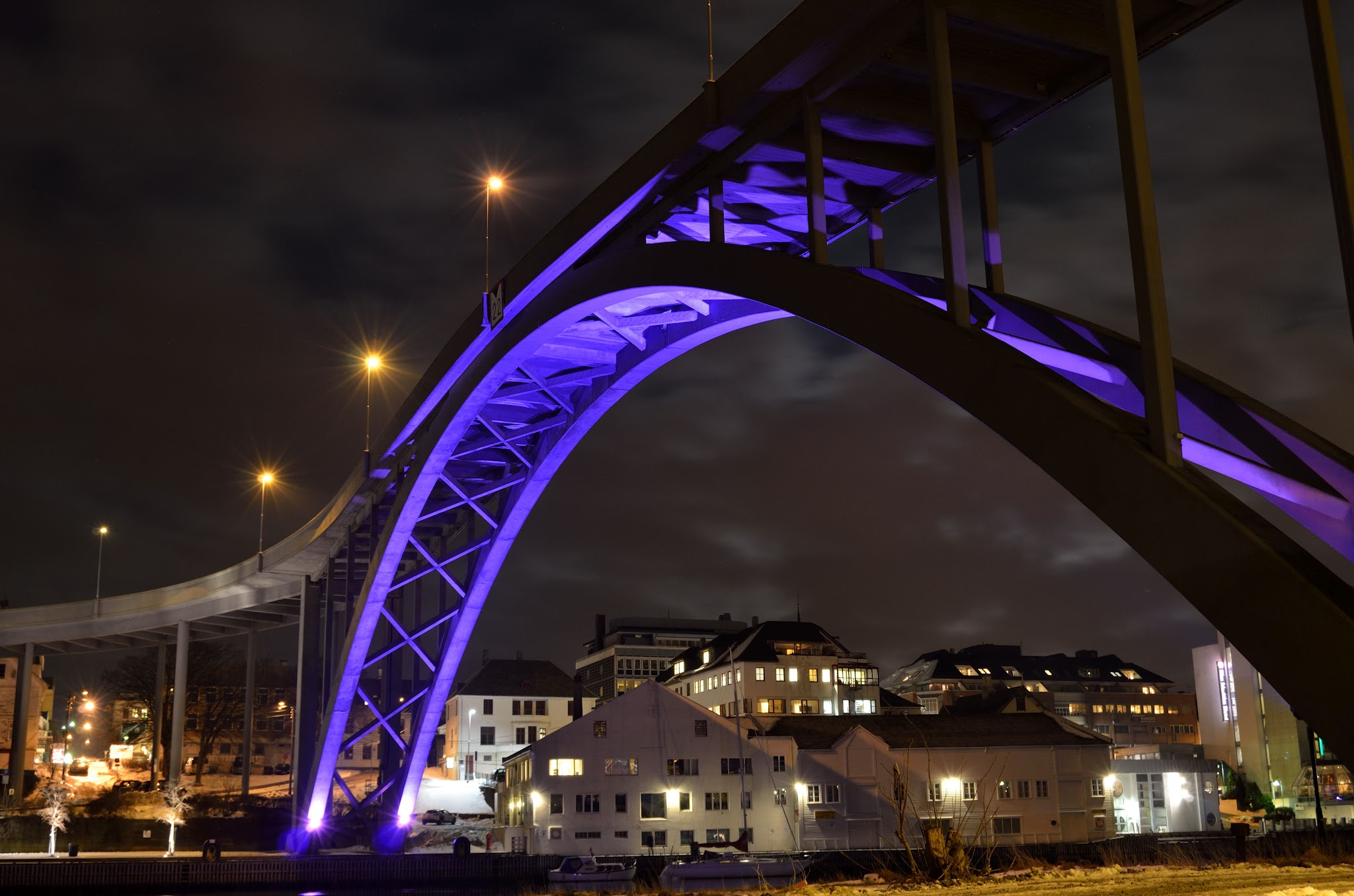
Fotografie mostu mezi Risøy a pevninou

Haugesund leží na pobřeží Severního moře na Haugesundském poloostrově (Haugesundhalvøya). Město je funkčně spojeno s ostrovem Karmøy ve stejnojmenné sousední obci a souostrovím Røvær, nicméně větší část Haugesundu leží na pevnině. Karmsundská úžina je důležitou dopravní cestou mezi uvedeným ostrovem a souostrovím, zajišťuje totiž bezproblémové proplutí lodí. Ulice se podobají těm v Kristiansandu nebo Oslu.
Severní moře přechází při pobřeží ve vody Røværfjordu a Sletty, v severní části území je pobřeží členité a do pevniny se zanořují četné zálivy, k větším patří Bleivika a velký Viksefjord.
Nejvyšším místem je Klauv s 245,8 metry nad mořem v severovýchodní části obce, hora se tyčí nad vodami jezera Stakkastadvatnet a Vigdarvatnet, které se již z velké části rozprostírá v sousední obci Sveio v kraji Vestland.

### Podnebí
Haugesund má typické přímořské podnebí s mírnými zimami, chladnými, ale příjemnými jary, a mírnými léty trvajícími až do konce září. V únoru se teploty pohybují okolo 1,1 °C, v srpnu okolo 14 °C. Prosinec je asi nejdeštivějším měsícem.
Obec se rozprostírá na několika ostrovech. Risøy a Hasseløy jsou hustě osídlené a spojeny s pevninou mosty. Røvær, které leží dále od pobřeží a skládá se z několika ostrovů, je také obydlený a je spojen s pevninou pomocí trajektu. Vibrandsøy a jeho sousední ostrovy jsou hlavně rekreační oblasti.

### Doprava a průmysl
Haugesund je strategicky postavené město s přístavem na vysoké úrovni. V dřívějších dobách byly okolní vody hojné na sledě, kteří se tu lovili. V současné době se ale z potravinářského průmyslu město obrací na průmysl ropný a sledi se tu již neloví.
Městem prochází evropská silnice E147, která na západě končí u letiště Haugesund lufthavn, Karmøy v severozápadní části ostrova Karmøy a která na východ pokračuje až k Oslofjordu. Evropská silnice E147 se v sousední obci Tysvær napojuje na evropskou silnici E39, ta bude v budoucnosti bezpřívozově propojovat obce Rogalandu.

## Obyvatelstvo

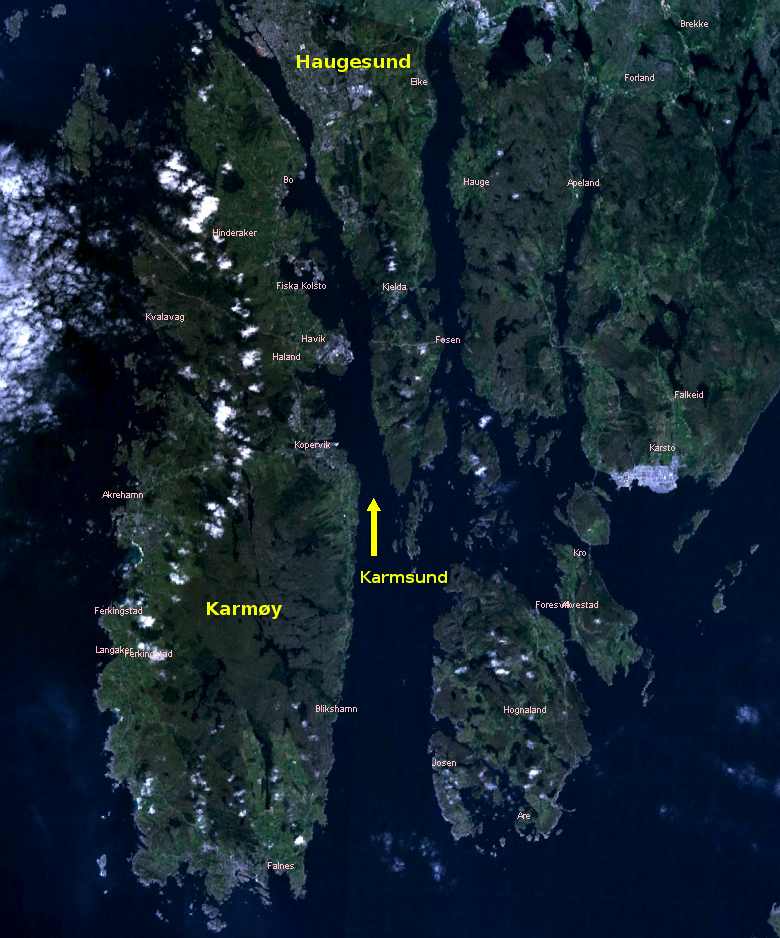
Satelitní snímek města Haugesund a obce Karmøy

Haugesund je menší město s rozlohou asi 73 km². Populace čítá (v roce 2015) 36 538 obyvatel, místní hustota zalidnění je 534,5 obyvatel/km². Většina obyvatel Haugesundu žije v hlavní městské části v okolí centra města, zbytek žije v severozápadní části, která je pokládána spíše za venkov. Právě ve venkovských oblastech Hausgesundu žije asi jen 2000 obyvatel. Co se týká růstu obyvatel v současnosti, pak není přirozený přírůstek příliš velký, spíše naopak.
Haugesundský kraj je metropolitní oblast skládající se z obcí Karmøy, Tysvær, Sveio a Bokn. V roce 2009 v tomto kraji žilo asi 100 000 lidí.

## Historie
V dřívějších dobách byly vody Haugesundu zdrojem sleďů pro celou Evropu. Harald I. Krásnovlasý, první král Norska, měl své sídlo v Avaldsnes, v těsné blízkosti dnešního Haugesundu. Harald byl pohřben na místě dnes zvaném Haraldshaugen, v současné době zde stojí velký památník (viz obrázek vlevo nahoře). Tato mohyla se stala národní památkou Norska již roku 1872, na 1000. výročí bitvy u Hafrsfjordu, a jedná se o často navštěvovanou památku. Město se stalo především námořním přístavem. Karsmund je dokonce stále jednou z nejrušnějších vodních cest Norska.
Městská obec oblast Hauesund (tehdy s 1066 obyvateli) byla prohlášena za město a oddělena od obce Torvastad dne 1. února 1855. Dne 1. ledna 1911 byla menší obec Skare (tehdy s 3847 obyvateli) sloučena s Haugesundem. Postupem času byly s tímto městem spojeny ještě další obce.

### Jméno

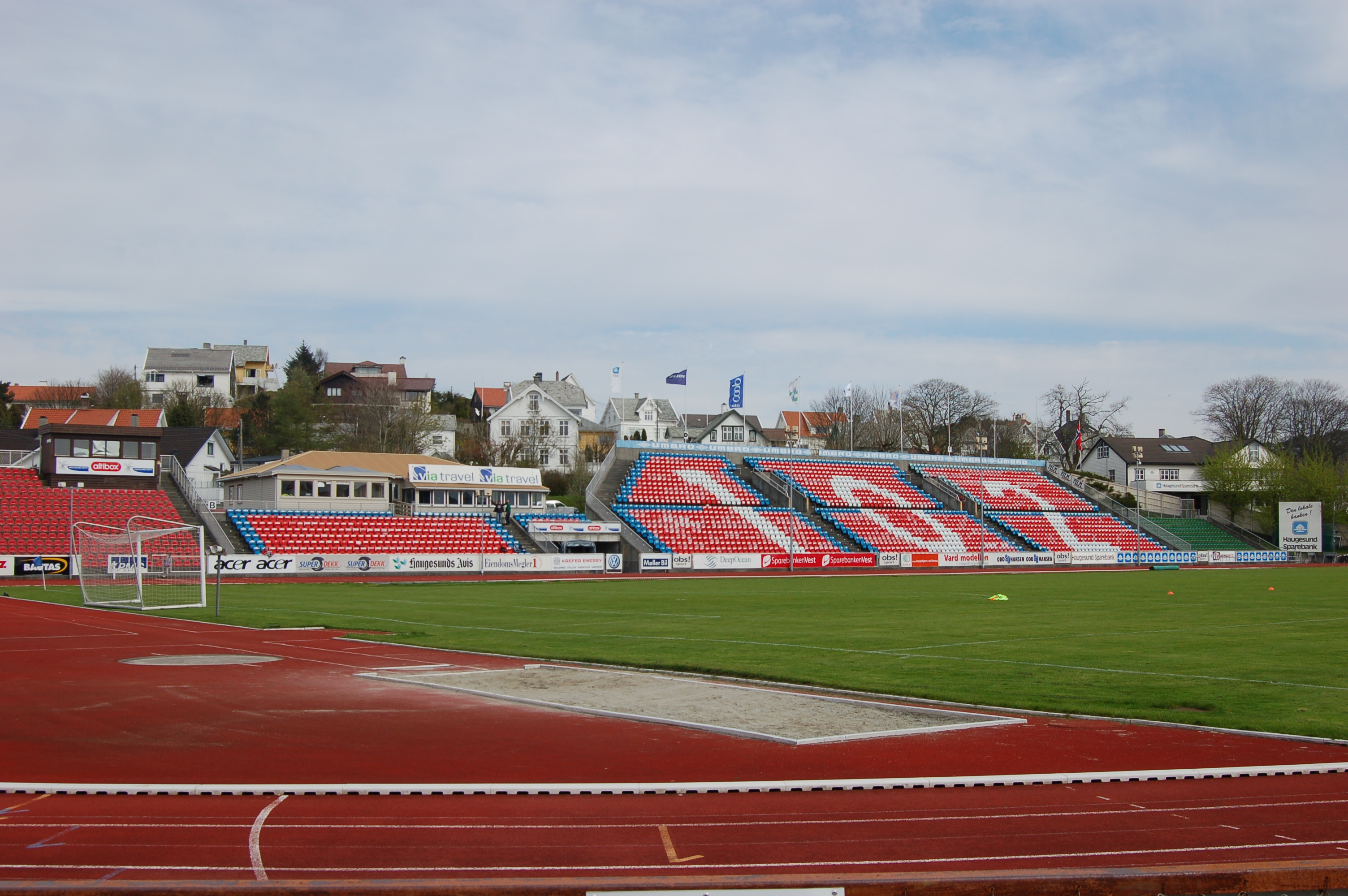
Haugesundský fotbalový stadion

Město je pojmenované po Haugesundetské úžině. Slovo Hauge má pravděpodobně původ ze staronorského slova haugr, což značí znamenat kopec. Sund značí úžinu.

### Znak
Podklad znaku města je tmavě modrý a na tuto barvu byl změněn pravděpodobně 5. března 1930 a byl navrženy Hallvardem Trættebergem. Na podkladu jsou tři stříbrní racci a byli vybráni, aby reprezentovali město především jako přístav. Kvůli tomu také modrý podklad, jako barva moře. Starý znak z prosince 1862 se skládal ze tří sleďů, kotvy a tří racků.

## Kultura

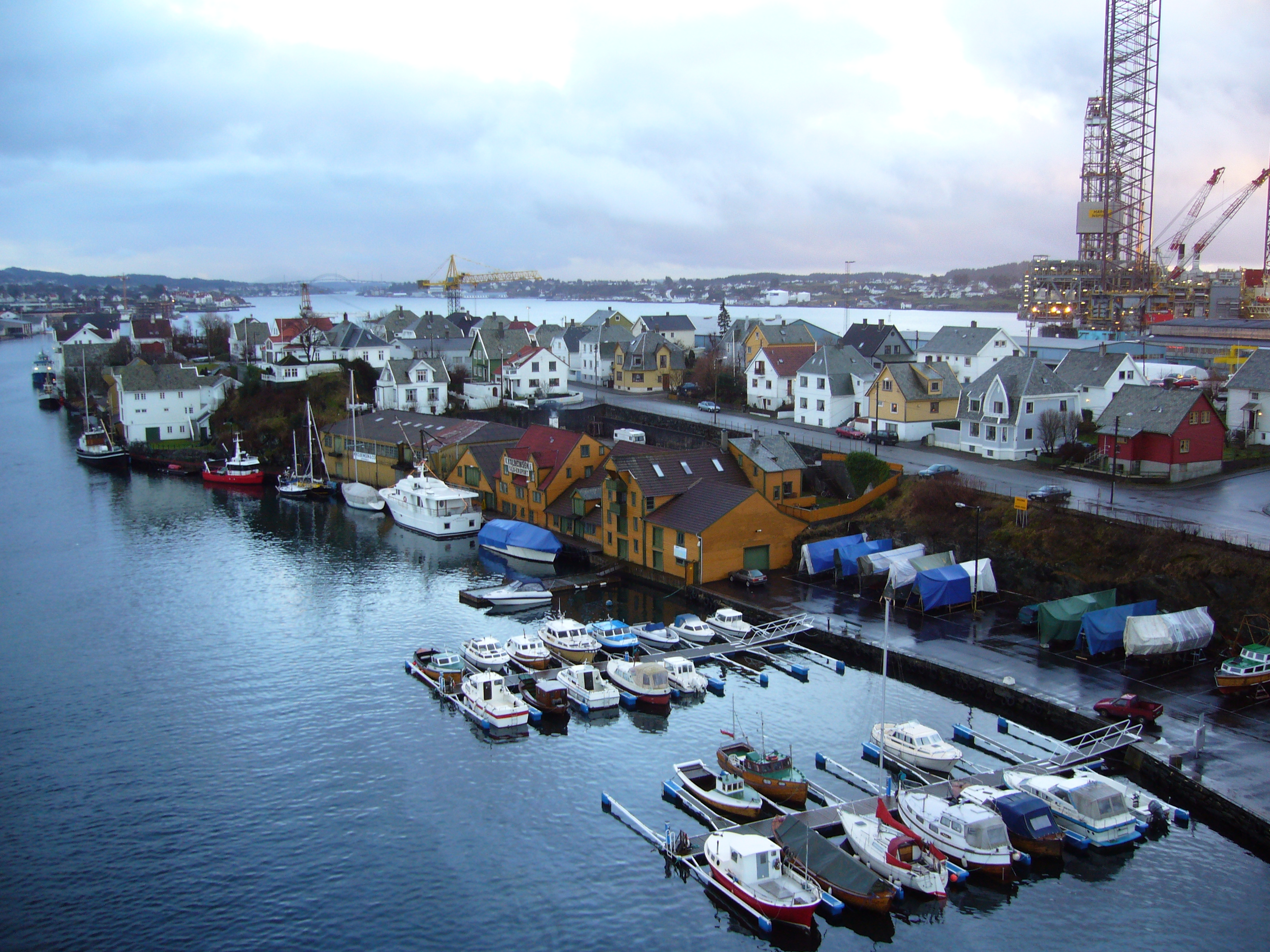
Přístav

Město je významným nákupním střediskem a nachází se zde i letiště. Haugesund je hlavním kulturním centrem v regionu a je domovem pro několik festivalů, přičemž tím nejznámějším je Mezinárodní jazzový festival. Ze sportu je možné zmínit místní fotbalový tým FK Haugesund, který hraje nejvyšší norskou fotbalovou ligu. Z významných míst jsou tu dvě významné radnice:
- Haugesundská radnice: byla postavena v roce 1931, v roce 2006 zde byly oslavy 75. výročí.
- Růžová radnice: široce oceňovaná neoklasická budova navržená Gudolfem Blakstadem a Hermanem Munthe-Kaasem. Byla zvolena nejkrásnější stavbou v Haugesundu.
- Skåre kirke: jeden z několika místních kostelů, byl postaven roku 1858 podle plánů architekta Christiana Heinricha Grosche.

## Partnerská města
Haugesung podepsal smlouvy o spolupráci s těmito městy:
- Søllerød, Dánsko
- Ystad, Švédsko
- Ekenäs, Finsko
- Emden, Německo